# Velika će ljubav početi (1958.)
Velika će ljubav početi je hrvatska televizijska drama iz 1958. godine, u režiji Maria Fanellija. Riječ je o televizijskoj adaptaciji istoimene jednočinke francuskog dramskog pisca Andréa Birabeaua, koja je u međuratnom razdoblju bila vrlo popularna na europskim pozornicama.
Premijerno je prikazana 16. veljače 1958. na Televiziji Zagreb.

## Glumačka postava
- Zvonko Strmac
- Zdenka Heršak
- Vladimir Leib
- Siniša Bobinac

## Vanjske poveznice
- Velika će ljubav početi u internetskoj bazi filmova IMDb-a